# نابغه (فیلم ۲۰۰۳)
«نابغه» (انگلیسی: Genius (2003 film)) یک فیلم است که در سال ۲۰۰۳ منتشر شد.